# Црква Светог великомученика Георгија у Белишеву
Црква Светог великомученика Георгија у Белишеву, насељеном месту на територији општине Владичин Хан, православни је храм који припада Епархији врањској Српске православне цркве.
Црква посвећена Светом великомученику Георгију освештана је 1930. године. Храм је једнобродна грађевина правоугаоног облика, са једном полукружном олтарском апсидом. Зидана је од притесаног камена и налази се одмах уз сеоско гробље. На источној фасади стоји камена плоча са уклесаним натписом: Храм Светог великомученика Георгија освећен од Његовог преосвештенства епископа нишког г-дина Доситеја 15/28. септембра 1930. У цркви је иконостас са 31 иконом, које је насликао Трајко Ј. Муфтински из Куманова.
Одмах уз цркву, са њене јужне стране, налази се звоник дрвене конструкције, подигнут на високом каменом постољу. На постољу је камена плоча са уклесаним натписом: За вечити спомен умрлим села бораца Белишева који падоше у борби за ослобођење 1912-1918. Благодарни Белишева парох Видосав Стојановић 15. септ. 1930.